# Hemiphruda mecasa
Hemiphruda mecasa är en fjärilsart som beskrevs av Swinhoe 1894. Hemiphruda mecasa ingår i släktet Hemiphruda och familjen sikelvingar. Inga underarter finns listade i Catalogue of Life.